# Le due orfanelle (film 1954)
Le due orfanelle è un film del 1954 diretto da Giacomo Gentilomo, tratto dall'omonimo dramma di Eugène Cormon e Adolphe d'Ennery.

## Trama
Due giovani ragazze, Luisa ed Enrichetta, arrivano a Parigi nel pieno della rivoluzione, costrette dagli eventi a separarsi si ritroveranno dopo aver affrontato entrambe numerose difficoltà ed avversità.

## Produzione
Il film rientra nel filone drammatico-sentimentale tanto in voga tra il pubblico italiano in quegli anni, detto strappalacrime e in seguito ribattezzato dalla critica neorealismo d'appendice.
Fu realizzato dalla Rizzoli Film in co-produzione con la francese Francinex. Gli interni furono realizzati negli stabilimenti romani di Cinecittà, mentre gli esterni furono realizzati a Parigi.
Fu il primo film a colori realizzato dal regista, con la tecnica dell'Eastmancolor.

## Distribuzione
Fu distribuito nel circuito cinematografico italiano dal 16 dicembre del 1954.
Venne distribuito anche in Francia, paese co-produttore (13 luglio 1955), Belgio (22 luglio 1955), Portogallo (16 marzo 1956), Germania Ovest (1º giugno 1956) ed Austria (luglio 1956).

## Accoglienza
Il film fu il 55º maggior incasso della stagione cinematografica italiana 1954-1955.

## Opere correlate
Il dramma di Eugène Cormon e Adolphe d'Ennery è stato trasposto al cinema diverse volte, sia in Italia che in Francia che ad Hollywood; la precedente versione cinematografica italiana era stata realizzata da Carmine Gallone nel 1942 con Alida Valli e Maria Denis come protagoniste.